# Elecciones estatales de Quintana Roo de 2013
Las elecciones estatales de Quintana Roo de 2013 se celebraron el domingo 7 de julio de 2013 y en ellas se renovaron los siguientes cargos de elección popular:
- 10 ayuntamientos. Compuestos por un presidente municipal, un síndico y regidores, electos para un periodo de tres años no reelegibles para el periodo inmediato.
- 25 diputados al Congreso del estado. 15 electos por mayoría relativa en cada uno de los distrito electorales locales y 10 por el principio de representación proporcional.

## Resultados electorales

### Municipios por partido político
| Partido/Coalición | Partido/Coalición                    | Municipios |
| ----------------- | ------------------------------------ | ---------- |
|                   | Partido Acción Nacional              | 0          |
|                   | Partido Revolucionario Institucional | 7          |
|                   | Partido de la Revolución Democrática | 0          |
|                   | Partido del Trabajo                  | 0          |
|                   | Partido Verde Ecologista de México   | 0          |
|                   | Nueva Alianza                        | 0          |
|                   | Movimiento Ciudadano                 | 0          |
|                   | Coalición Para Que Tú Ganes Más      | 3          |

## Candidaturas

### Ayuntamiento de Benito Juárez
- Cancún

| Partido/Coalición | Partido/Coalición                                                                     | Candidato | Candidato                              |
| ----------------- | ------------------------------------------------------------------------------------- | --------- | -------------------------------------- |
|                   | Partido Acción Nacional Partido de la Revolución Democrática                          |           | Graciela Saldaña Fraire                |
|                   | Partido Revolucionario Institucional Partido Verde Ecologista de México Nueva Alianza |           | Paul Michell Carrillo de Cáceres Hecho |
|                   | Partido del Trabajo                                                                   |           | Alejandro Luna López                   |
|                   | Movimiento Ciudadano                                                                  |           | Antonio Cervera León Pelón Cervera     |

### Ayuntamiento de Othón P. Blanco
- Chetumal

| Partido/Coalición | Partido/Coalición                                            | Candidato | Candidato                        |
| ----------------- | ------------------------------------------------------------ | --------- | -------------------------------- |
|                   | Partido Acción Nacional Partido de la Revolución Democrática |           | José Hadad                       |
|                   | Partido Revolucionario Institucional                         |           | Eduardo Espinosa Abuxapqui Hecho |
|                   | Partido Verde Ecologista de México                           |           | Abigail Alonzo                   |
|                   | Partido del Trabajo                                          |           | Marco May                        |
|                   | Movimiento Ciudadano                                         |           | David Álvarez                    |
|                   | Nueva Alianza                                                |           | No ha designado candidato        |

### Ayuntamiento de Cozumel
- Fredy Marrufo Martín  Hecho

### Ayuntamiento de Solidaridad
- Playa del Carmen

| Partido/Coalición | Partido/Coalición                                            | Candidato | Candidato                             |
| ----------------- | ------------------------------------------------------------ | --------- | ------------------------------------- |
|                   | Partido Acción Nacional Partido de la Revolución Democrática |           | Orlando Muñoz Gómez                   |
|                   | Partido Revolucionario Institucional                         |           | José Mauricio Góngora Escalante Hecho |
|                   | Partido Verde Ecologista de México                           |           | Liane Aké                             |
|                   | Partido del Trabajo                                          |           | José González                         |
|                   | Movimiento Ciudadano                                         |           | Ruben Dario                           |
|                   | Nueva Alianza                                                |           | Gabriela Barquet                      |